# N.B. Willey
Norman Bushnell Willey, född 25 mars 1838 i Guilford, New York, död 20 oktober 1921 i Topeka, Kansas, var en amerikansk republikansk politiker. Han var viceguvernör i Idaho från oktober till december 1890 och Idahos guvernör 1890–1893.
Willey, som var verksam inom gruvdriften, var ledamot av Idahoterritoriets representanthus 1872–1873 och 1878–1889.
År 1890 valdes Willey till viceguvernör som den första personen att inneha detta ämbete i Idahos historia. Senare samma år efterträdde han George Laird Shoup som guvernör. Willey efterträddes sedan år 1893 i guvernörsämbetet av William J. McConnell.